# Interfruct
Az Interfruct 1990 és 2008 között létező kis- és nagykereskedelmi élelmiszer-áruházlánc volt. A megszűnt áruházak sorsáról a Reállal és a Lidllel folytattak tárgyalásokat.

## Története
Az Interfruct Élelmiszerkereskedelmi Kft. 18 évig volt jelen a magyar élelmiszerkereskedelemben. Kezdetben égetett szesz, sör és déli gyümölcs importtal és nagykereskedelemmel, továbbá hazai zöldség-gyümölcs exporttal foglalkozott. A társaságnak az országban 23 Cash & Carry áruháza volt. A Metro-hoz hasonlóan a vevőkörének túlnyomó része kiskereskedőkből és vendéglátóipari egységek üzemeltetőiből állt. A Metro-val ellentétben egységei az egyéni vásárlók előtt is nyitva álltak. 2005-ig a hálózat tulajdonosa a Tengelmann csoport, ügyvezetője pedig Magyar Péter volt.
2005-ben a felvásárló személyéről találgatások indultak: kezdetben vevőként a Walmartot, a Metrót és a CBA-t sejtették, azonban a lánc az SCD Holdinghoz került; az új tulajdonos a felvásárlásra hosszú távú befektetésként tekintett, mivel célja nagykereskedelmi hálózatának további fejlesztése, korszerűsítése, valamint a cégcsoport más üzletágaival való szinergia megteremtése volt. Ehhez a vásárló szerint minden feltétel adott volt. Az Interfruct Kft. üzletei az egész országot lefedték, és a cég forgalma évek óta növekedett.
A tulajdonosváltás után a cégvezetői feladatokat 2005. december 15-e és 2006. június 1-je között Kornfeld Pál látta el.. Leköszönését követően a tulajdonos SCD felkérésére az ügyvezető pozíciót a Don Pepe étteremlánc kereskedelmi igazgatója, Bránát István töltötte be.
Az SCD csoport az áruházláncot 2006-ban 82,5 millió euróért a Dawnay Day Group leányvállalata, a Dawnay Day Carpathian Plc. részére értékesítette, majd a 22 áruházra a hitelezővel 15 éves bérleti szerződést kötött. Az áruházak értékesítéséből befolyó több mint húszmilliárd forintot nagyobbrészt Balaton-parti befektetésekre fordították volna, azonban a fejlesztések nem valósultak meg.
A társasághoz 2007 januárjában csatlakozó Boros Attila novembertől az értékesítő igazgatói pozíciót töltötte be; feladata a vállalat értékesítési stratégiájának kidolgozása és a RIA áruházak megnyitásának felügyelete lett volna.
2008 januárjától a lánc áruhiánnyal küzdött, kiegyenlítetlen tartozásaik miatt pedig partnereik nem szállítottak több terméket.
Az Interfruct 2008. május 20-án a Calslane Holdings befektetési csoport tulajdonába került; az SCD csoport szerint a vállalatra túl sokat kellett volna fordítani.
Az új tulajdonos azt ígérte, hogy június elején tárgyalásokat kezdenek a beszállítókkal, és elkezdik az árukészlet feltöltését, azonban erre nem került sor.. 2008 júniusában a társaság ügyvezető igazgatója Boros Attila lett; feladata a reorganizáció végrehajtása volt. A cég átvilágítására június 1-jén Csorba Gábort, a Kossuth Holding Válságkezelő és Felszámoló Zrt., valamint az Inter-Invest vezérigazgatóját jelölték ki. A Calslane tulajdonosi jogait az Inter-Investen keresztül gyakorolta.
2008 július közepén országos leltár kezdődött, melynek végeztével az áruházak már nem nyitottak ki. 2008. augusztus 8-án Boros Attila bejelentette az új tulajdonos csoportos létszámleépítési szándékát, ami szinte a teljes, hétszáz fős dolgozói állományt érintette.

## InterfructMagyarország
A Magyarországon működött üzletek:
- Budapest
  - III. kerület
  - IX. kerület
  - X. kerület (2 darab)
  - XXII. kerület
- Békéscsaba
- Debrecen
- Dunaújváros
- Eger
- Győr
- Kecskemét
- Miskolc
- Nagykanizsa
- Nyíregyháza
- Pécs
- Siófok
- Sopron
- Szeged
- Székesfehérvár
- Szolnok
- Szombathely
- Veszprém
- Zalaegerszeg